# Bitva u Dómjódži
Bitva u Dómjódži (japonsky 道明寺の戦い, Dómjódži no tatakai) se uskutečnila 5. června 1615, kdy se Východní armáda Iejasua Tokugawy střetla u Ósaky se Západní či Ósackou armádou Hidejoriho Tojotomiho. Tato bitva byla jedním z hlavních japonských historických střetnutí mezi samurajskými vojsky. Byla jednou z mnoha bitev, které se uskutečnily během letní části obléhání Ósaky, jehož výsledkem byl pád Ósaky do rukou Tokugawů a smrt jejich rivala Hidejoriho Tojotomiho.
Předvoj před ósackou armádou, jemuž velel Motocugu Gotó, tvořilo 2800 samurajů. Úkolem tohoto předsunutého oddílu bylo zabránit postupu příchozích jednotek Východní armády. Východní část Ósaky přirozeně chrání překážka tvořená návrším Ikoma. Gotó dostal za úkol střežit oblast poblíž kopce Komacujama či Tamatejama, což je kopcovité území poblíž jednoho z mála zdejších průsmyků. Gotó hodlal obsadit vyvýšeniny na svazích Komacujamy a znemožnit nepříteli volně vstoupit na rovinaté ósacké pláně, jež se kdysi nacházely v prostoru za Komacujamou.

## Bitva
Ráno 5. června se Motocugu Gotó se svými jednotkami nacházel v nízko položené oblasti severně od Komacujamy, na protějším břehu řeky Išikawy, která je přítokem řeky Jamato. Aby mohli zaujmout zamýšlené pozice na svazích Komacujamy, museli Išikawu přebrodit. Během brodění se Gotó od průzkumníků dozvěděl, že Východní armáda opustila průsmyk a postupuje po jižních svazích Komacujamy.
Ve 4 hodiny ráno vyrazily Gotóovy jednotky vzhůru na Komacujamu, aby zatlačily šógunátní síly zpět. Kolem 5. hodiny museli Gotóovi samurajové donuceni silným tlakem nepřítele ustoupit zpět na vrchol Komacujamy. Plánovaný příchod posil, který v tom čase Gotó očekával, se zpozdil kvůli husté mlze. 
V 10 hodin dopoledne byl Motocugu Gotó nepřítelem postřelen, načež spáchal rituální sebevraždu (seppuku). Po jeho smrti ztratil zbytek samurajů, jimž velel, kontrolu nad kopcem Komacujama a museli se bránit, jak je nepřítel zatlačoval jižním svahem dolů a dál přes řeku Išikawu. Poté co se mlha rozplynula, ukázaly se na jižním břehu Išikawy jednotky Ósacké armády. Její levé křídlo vedl Kanesuke Susukida. Východní armáda vyčistila po svém útoku Išikawu a dál postupovala vzhůru mírným svahem Dómjódži. Kanesuke Susukida a jeho samurajové s nimi zuřivě bojovali v oblasti kofunu císaře Ingjóa. Kanesuke Susukida, který byl v té době v nemilosti, v bitvě padl. Svou smrtí v boji se očistil a vykoupil tak svoji čest. 
Generál Jukimura Sanada, který velel pravému křídlu ósacké armády, zahájil kolem poledne boj s Masamunem Datem v oblasti hrobky císaře Ódžina a Hačimanovy svatyně. Do 5. hodiny odpolední, když přišel již o dva skvělé velitele, se rozhodl zahájit ústup směrem k Ósackému hradu. Šestý syn Iejasua Tokugawy Tadateru dostal rozkaz, aby Sanadovy jednotky pronásledoval, ale odmítl ho splnit. Toto odmítnutí vedlo později k jeho vyhnanství na hoře Kója. Jukimurovi Sanadovi se podařilo úspěšně stáhnout své jednotky do Ósaky.

## Poznámka
Tato oblast byla sice přejmenována na Tamatejamu (玉手山), ale ve vztahu k této bitvě se o ní stále hovoří jako o Komacujamě (小松山). Zdejší průsmyk, řeky a hrobky zůstávají, což dává každému zájemci možnost tato místa navštívit a udělat si vlastní představu o bitvě. 